# Hoplostethus
Hoplostethus (Cuvier, 1829) è un genere di pesci ossei marini appartenenti alla famiglia Trachichthyidae.

## Distribuzione e habitat
Il genere è cosmopolita, la specie H. mediterraneus è presente, nel mar Mediterraneo.
Si trovano su fondi fangosi soprattutto sulla scarpata continentale a profondità di solito di qualche centinaio di metri ma talvolta fino a quasi 2000. Si incontrano spesso sui seamounts e le dorsali oceaniche. Fanno vita demersale.

## Pesca
Alcune specie hanno notevole importanza per la pesca commerciale.

## Tassonomia
Il genere comprende 30 specie:
- Hoplostethus abramovi
- Hoplostethus atlanticus
- Hoplostethus cadenati
- Hoplostethus confinis
- Hoplostethus crassispinus
- Hoplostethus druzhinini
- Hoplostethus fedorovi
- Hoplostethus fragilis
- Hoplostethus gigas
- Hoplostethus grandperrini
- Hoplostethus japonicus
- Hoplostethus latus
- Hoplostethus marisrubri
- Hoplostethus mediterraneus
- Hoplostethus melanopeza
- Hoplostethus melanopterus
- Hoplostethus melanopus
- Hoplostethus mento
- Hoplostethus metallicus
- Hoplostethus mikhailini
- Hoplostethus occidentalis
- Hoplostethus pacificus
- Hoplostethus ravurictus
- Hoplostethus rifti
- Hoplostethus robustispinus
- Hoplostethus roseus
- Hoplostethus rubellopterus
- Hoplostethus shubnikovi
- Hoplostethus tenebricus
- Hoplostethus vniro